# فريحة الأحمد
الشيخة فريحة الأحمد الجابر الصباح (15 فبراير 1944 - 12 أغسطس 2018)، كويتية من الأسرة الحاكمة، إحدى بنات حاكم الكويت العاشر الشيخ أحمد الجابر الصباح. قامت خلال حياتها بعدة أنشطة على المستوى الاجتماعي في الكويت. أسست مسابقة الأم المثالية في الكويت في عام 2004. حصلت على الدكتوراه الفخرية من «الجامعة الأمريكية في أثينا» عام 2008.
في 12 أغسطس 2018، أعلن رئيس مجلس إدارة اتحاد الإعلام الإلكتروني في الكويت فيصل الصواغ عن وفاتها في مصر.

## حياتها الاسرية
متزوجه من ابن عمها الشيخ راشد الحمود الجابر الصباح، ولهما من الأبناء:
- الشيخة ريم
- الشيخ حمود
- الشيخة بيبي.
- الشيخ أحمد.